# Droit de l'urbanisme
Le droit de l'urbanisme est un ensemble de règles et d'institutions établies en vue d'obtenir un aménagement de l'espace conforme aux objectifs d'aménagement des collectivités publiques. Ces objectifs d'aménagement sont formalisés dans des documents de planification spatiale. Le droit de l'urbanisme ne suffit à définir l'urbanisme qui est une notion beaucoup plus large non seulement de l'histoire des villes mais aussi de leurs conceptions et de leurs gestions. En cela l'urbanisme est politique au sens étymologique du terme, politique ayant pour racine grecque polis, la Cité au sens institutionnel.

## Histoire

### Dans la Rome antique
Les lois romaines fournissent déjà un cadre approximatif pour la construction.
« On conçoit que, dans un pays où la douceur du climat invitait à vivre au dehors, et où toutes les affaires se traitaient sur la place publique, l'habitation intérieure n'eût pas l'importance qu'elle a de nos jours, et qu'une civilisation plus avancée a dû lui donner.
Vitruve, livre II, nous apprend qu'à Rome, au commencement, les maisons n'avaient qu'un étage. Cependant, de son temps, elles avaient atteint une plus grande hauteur, puisque l'empereur Auguste en ordonna la réduction à 70 pieds romains. Plus tard Trajan les réduisit encore à 60 pieds (17 mètres 77 cent), qui forment à peu près la hauteur adoptée au XVIIIe siècle à Paris (17 met. 55 cent.) dans les plus grandes rues.
Jusqu'à Néron, les rues de Rome étaient étroites et tortueuses. Après l'incendie qui consuma les deux tiers de la ville, on fit des rues plus larges, mieux alignées ; on réduisit la hauteur des édifices ; on défendit la mitoyenneté des murs ; chaque maison dut avoir une enceinte séparée.
La passion des embellissements devint si ardente, qu'un des derniers empereurs ordonna par une loi de détruire, dans toutes les villes de l'empire, les constructions quelconques qui nuiraient au bel aspect de la cité. Aujourd'hui la loi, moins passionnée pour le beau, et plus protectrice de la propriété privée, ne lui impose pas de sacrifice pour cause d'embellissement, mais seulement pour cause d'utilité publique reconnue et déclarée ».

## Droit de l'urbanisme en France
Le droit de l'urbanisme en France ne concerne pas seulement la ville mais aussi le territoire sur lequel elle a une influence effective.